# Бастуш, Янник
Янник Бастуш (Бастос; порт. и фр. Yannick Bastos; род. 30 мая 1993, Люксембург) — люксембургский футболист, полузащитник клуба «Прогрес».

## Клубная карьера
Начал профессиональную карьеру в сезоне 2009/10 в «Рюмеланже». В следующем сезоне играл за немецкий клуб из Региональной лига «Запад» — «Айнтрахт» из Трира. Сезон 2011/12 вновь провёл за «Рюмеланж». С 2012 по начало 2014 годов выступал за «Дифферданж 03», за который сыграл 32 матча и забил 7 голов. 31 января 2014 года Басос подписал контракт с английский клубом «Болтон Уондерерс» сроком на полтора года.

## Карьера за сборную
Дебют за сборную Люксембурга состоялся 14 августа 2013 года в товарищеском матче против сборной Литвы (2:1). Бастуш провёл за сборную 5 матчей с 2013 по 2014 годы.

## Достижения
Айнтрахт (Трир)
- Вице-чемпион Региональной лиги «Запад»: 2010/11

Дифферданж 03
- Бронзовый призёр чемпионата Люксембурга: 2013/14
- Обладатель Кубка Люксембурга: 2013/14

## Личная жизнь
Оба его родителя имеют португальские корни.